# Freestyle-Skiing-Juniorenweltmeisterschaften 2015
Die 9. FIS Freestyle-Skiing-Juniorenweltmeisterschaften fanden vom 24. März bis zum 1. April 2015 in Chiesa in Valmalenco statt. Ausgetragen wurden Wettkämpfe im Moguls, Dual Moguls, Aerials, Skicross, Halfpipe und Slopestyle.

## Medaillenspiegel
| Platz | Land                   | Gold | Silber | Bronze | Gesamt |
| ----- | ---------------------- | ---- | ------ | ------ | ------ |
| 1     | Russland               | 2    | 5      | 2      | 9      |
| 2     | Vereinigte Staaten     | 2    | 2      | 6      | 10     |
| 3     | Frankreich             | 2    | -      | 1      | 3      |
| 4     | Neuseeland             | 1    | 1      | -      | 2      |
| 5     | Vereinigtes Königreich | 1    | -      | 1      | 2      |
| 6     | Belarus                | 1    | -      | -      | 1      |
| 6     | Japan                  | 1    | -      | -      | 1      |
| 6     | Kanada                 | 1    | -      | -      | 1      |
| 6     | Schweiz                | 1    | -      | -      | 1      |
| 10    | Deutschland            | -    | 2      | -      | 2      |
| 11    | Norwegen               | -    | 1      | 1      | 2      |
| 12    | Kasachstan             | -    | 1      | -      | 1      |
| 13    | Schweden               | -    | -      | 1      | 1      |
|       | Gesamt                 | 12   | 12     | 12     | 36     |

## Ergebnisse Frauen

### Aerials
| Platz | Land               | Sportlerin               |
| ----- | ------------------ | ------------------------ |
| 1     | Belarus            | Aliaksandra Ramanouskaya |
| 2     | Kasachstan         | Schanbota Aldabergenowa  |
| 3     | Kanada             | Elle Gaudette            |
| 4     | Kanada             | Catrine Lavallée         |
| 5     | Russland           | Ljubow Nikitina          |
| 6     | Vereinigte Staaten | Avery Driscoll           |
| 7     | Vereinigte Staaten | Winter Vinecki           |
| 8     | Ukraine            | Nadiya Mokhnatska        |
| 9     | Russland           | Kristina Spiridonowa     |
| 10    | Belarus            | Vera Liashkevich         |

Datum: 24. März 2015

Es waren 18 Teilnehmerinnen am Start.

Weitere Teilnehmerinnen aus deutschsprachigen Ländern:

 Carol Bouvard: 16. Platz

 Luisa Furrer: 17. Platz

### Moguls
| Platz | Land               | Sportlerin            |
| ----- | ------------------ | --------------------- |
| 1     | Frankreich         | Perrine Laffont       |
| 2     | Vereinigte Staaten | Avital Shimko         |
| 3     | Vereinigte Staaten | Jaelin Kauf           |
| 4     | Norwegen           | Hedvig Wessel         |
| 5     | Vereinigte Staaten | Tess Johnson          |
| 6     | Frankreich         | Mathilde Dournier     |
| 7     | Frankreich         | Léa Bouard            |
| 8     | Russland           | Anastasia Safiulina   |
| 9     | Russland           | Anastasiya Pervushina |
| 10    | Schweden           | Clara Mansson         |

Datum: 25. März 2015

Es waren 22 Teilnehmerinnen am Start.

Weitere Teilnehmerinnen aus deutschsprachigen Ländern:

 Lena Mayer: 14. Platz

 Sophie Weese: 18. Platz

### Dual Moguls
| Platz | Land               | Sportlerin          |
| ----- | ------------------ | ------------------- |
| 1     | Frankreich         | Perrine Laffont     |
| 2     | Russland           | Anastasia Safiulina |
| 3     | Frankreich         | Léa Bouard          |
| 4     | Norwegen           | Hedvig Wessel       |
| 5     | Frankreich         | Camille Cabrol      |
| 6     | Vereinigte Staaten | Avital Shimko       |
| 7     | Vereinigte Staaten | Tess Johnson        |
| 8     | Schweden           | Frida Lundblad      |

Datum: 26. März 2015

Es waren 20 Teilnehmerinnen am Start.

Weitere Teilnehmerinnen aus deutschsprachigen Ländern:

 Sophie Weese: 13. Platz

### Skicross
| Platz | Land        | Sportlerin            |
| ----- | ----------- | --------------------- |
| 1     | Kanada      | India Sherret         |
| 2     | Deutschland | Daniela Maier         |
| 3     | Schweden    | Alexandra Edebo       |
| 4     | Deutschland | Katharina Tordi       |
| 5     | Deutschland | Margarethe Aschauer   |
| 6     | Russland    | Mayya Averyanova      |
| 7     | Deutschland | Nina Kloe             |
| 8     | Schweden    | Lisa Andersson        |
| 9     | Russland    | Ekaterina Maltseva    |
| 10    | Russland    | Ekaterina Starichenko |

Datum: 1. April 2015

Es waren 27 Teilnehmerinnen am Start.

Weitere Teilnehmerinnen aus deutschsprachigen Ländern:

 Zoe Cheli: 12. Platz

 Marie Mathey: 15. Platz

 Michelle Buchholzer: 16. Platz

### Halfpipe
| Platz | Land                   | Sportlerin               |
| ----- | ---------------------- | ------------------------ |
| 1     | Vereinigtes Königreich | Molly Summerhayes        |
| 2     | Russland               | Walerija Demidowa        |
| 3     | Vereinigte Staaten     | Anna Gorham              |
| 4     | Russland               | Jelisaweta Chesnokowa    |
| 5     | Vereinigte Staaten     | Sierra Bowman            |
| 6     | Frankreich             | Marine Tripier Mondancin |
| 7     | Vereinigtes Königreich | Madison Rowlands         |
| 8     | Vereinigte Staaten     | Paula Cooper             |
| 9     | Vereinigte Staaten     | Carson Campisi           |
| 10    | Österreich             | Lara Wolf                |

Datum: 30. März 2015

Es waren zehn Teilnehmerinnen am Start.

### Slopestyle
| Platz | Land                   | Sportlerin       |
| ----- | ---------------------- | ---------------- |
| 1     | Japan                  | Nanaho Kiriyama  |
| 2     | Norwegen               | Sandra Eie       |
| 3     | Vereinigte Staaten     | Caroline Claire  |
| 4     | Österreich             | Lara Wolf        |
| 5     | Österreich             | Laura Wallner    |
| 6     | Vereinigtes Königreich | Madison Rowlands |
| 7     | Norwegen               | Tora Johansen    |
| 8     | Finnland               | Anni Kärävä      |

Datum: 28. März 2015

Es waren 15 Teilnehmerinnen am Start.

Weitere Teilnehmerinnen aus deutschsprachigen Ländern:

 Giulia Tanno: 15. Platz

## Ergebnisse Männer

### Aerials
| Platz | Land                   | Sportler           |
| ----- | ---------------------- | ------------------ |
| 1     | Vereinigte Staaten     | Harrison Smith     |
| 2     | Russland               | Maxim Burow        |
| 3     | Vereinigtes Königreich | Lloyd Wallace      |
| 4     | Russland               | Stanislaw Nikitin  |
| 5     | Vereinigte Staaten     | Christopher Lillis |
| 6     | Russland               | Wassili Polenow    |
| 7     | Belarus                | Artsiom Bashlakou  |
| 8     | Kanada                 | Lewis Irving       |
| 9     | Russland               | Kirill Samorodov   |
| 10    | Vereinigte Staaten     | Zachary Surdell    |

Datum: 24. März 2015

Es waren 16 Teilnehmer am Start.

Weitere Teilnehmer aus deutschsprachigen Ländern:

 Fabian Kern: 12. Platz

 Nicolas Gygax: 13. Platz

### Moguls
| Platz | Land               | Sportler        |
| ----- | ------------------ | --------------- |
| 1     | Russland           | Alexei Pawlenko |
| 2     | Russland           | Egor Anufrijew  |
| 3     | Russland           | Andrei Makhnev  |
| 4     | Finnland           | Topi Kanninen   |
| 5     | Kasachstan         | Pawel Kolmakow  |
| 6     | Vereinigte Staaten | Hunter Bailey   |
| 7     | Russland           | Andrey Uglovski |
| 8     | Vereinigte Staaten | Bruce Perry     |
| 9     | Finnland           | Olli Penttala   |
| 10    | Frankreich         | Jeremy Lenvers  |

Datum: 25. März 2015

Es waren 35 Teilnehmer am Start.

Weitere Teilnehmer aus deutschsprachigen Ländern:

 Marco Tadé: 16. Platz

### Dual Moguls
| Platz | Land               | Sportler        |
| ----- | ------------------ | --------------- |
| 1     | Russland           | Alexei Pawlenko |
| 2     | Russland           | Egor Anufrijew  |
| 3     | Vereinigte Staaten | Casey Andringa  |
| 4     | Finnland           | Olli Penttala   |
| 5     | Russland           | Andrey Uglovski |
| 6     | Russland           | Andrei Makhnev  |
| 7     | Vereinigte Staaten | Bruce Perry     |
| 8     | Schweden           | Felix Elofsson  |

Datum: 26. März 2015

Es waren 32 Teilnehmer am Start.

### Skicross
| Platz | Land               | Sportler                |
| ----- | ------------------ | ----------------------- |
| 1     | Vereinigte Staaten | Tyler Wallasch          |
| 2     | Deutschland        | Tim Hronek              |
| 3     | Russland           | Artem Kostenko          |
| 4     | Kanada             | Kristofor Mahler        |
| 5     | Schweiz            | Bryan Zooler            |
| 6     | Frankreich         | Tom Bonnefond           |
| 7     | Frankreich         | Morgan Guipponi Barfety |
| 8     | Kanada             | Matt Brady              |
| 9     | Schweden           | Otto Hult               |
| 10    | Österreich         | Fabian Huber            |

Datum: 1. April 2015

Es waren 62 Teilnehmer am Start.

Weitere Teilnehmer aus deutschsprachigen Ländern:

 Sandro Siebenhofer: 11. Platz

 Marzellus Renn: 12. Platz

 Anton Felix Seitz: 16. Platz

 Nicolas Heinzi: 32. Platz

 Florian Wilmsmann: 34. Platz

 Franz Pietzko: 36. Platz

### Halfpipe
| Platz | Land               | Sportler          |
| ----- | ------------------ | ----------------- |
| 1     | Neuseeland         | Beau-James Wells  |
| 2     | Vereinigte Staaten | Jake Mageau       |
| 3     | Vereinigte Staaten | Birk Irving       |
| 4     | Österreich         | Marco Ladner      |
| 5     | Schweiz            | Jona Schmidhalter |
| 6     | Österreich         | Lukas Müllauer    |
| 7     | Neuseeland         | Finn Bilous       |
| 8     | Vereinigte Staaten | Jaxin Hoerter     |

Datum: 30. März 2015

Es waren 16 Teilnehmer am Start.

Weitere Teilnehmer aus deutschsprachigen Ländern:

 Isaac Simhon: 10. Platz

### Slopestyle
| Platz | Land               | Sportler         |
| ----- | ------------------ | ---------------- |
| 1     | Schweiz            | Luca Schuler     |
| 2     | Neuseeland         | Beau-James Wells |
| 3     | Norwegen           | Birk Ruud        |
| 4     | Neuseeland         | Jackson Wells    |
| 5     | Finnland           | Joona Kangas     |
| 6     | Finnland           | Aleksi Patja     |
| 7     | Österreich         | Lukas Müllauer   |
| 8     | Vereinigte Staaten | Birk Irving      |
| 9     | Neuseeland         | Finn Bilous      |
| 10    | Frankreich         | Hugo Laugier     |

Datum: 28. März 2015

Es waren 52 Teilnehmer am Start.

Weitere Teilnehmer aus deutschsprachigen Ländern:

 Vincent Veile: 15. Platz

 Max Mall: 21. Platz

 Isaac Simhon: 23. Platz

 Vincent Schmid: 25. Platz

 Tobias Müller: 28. Platz

 Florian Teissl: 30. Platz

 Nando Lehmann: 36. Platz

 Moritz Neuhauser: 40. Platz

 Lukas Harzheim: 46. Platz

 Sebastian Mall: 47. Platz